# Шаймарданов, Дамир Альбертович
Дамир Альбертович Шаймарданов (род. 6 февраля 2002, Уфа) — российский хоккеист, вратарь.

## Биография
На детско-юношеском уровне выступал за «Салават Юлаев» Уфа (2010—2014), «Юрматы»-СКА Салават (2014—2015), «Торос» Нефтекамск (2015—2016, 2019—2020), «Сарматы» Оренбург (2016—2017), ДЮСШ им. Азаматова (Уфа, 2018—2019). В сезоне 2020/21 дебютировал в команде МХЛ «Капитан» Ступино. В декабре 2021 года перешёл в МХК «Крылья Советов». В сезонах 2022/23 — 2023/24 играл за узбекистанский клуб «Хумо» Ташкент в чемпионате Казахстана. 1 июня 2024 года перешёл в хабаровский «Амур». В сентябре провёл два матча за команду ВХЛ «Сокол» Красноярск. Дебютировал в КХЛ 30 ноября — в домашнем матче против СКА (5:7) заменил Виктора Кобозева в третьем периоде при счёте 3:6.